# Leandro Faggin
Leandro Faggin (Padua, 18 juli 1933 – aldaar, 6 december 1970) is een voormalig Italiaans wielrenner die vooral als baanwielrenner actief is geweest.
Faggin was professioneel wielrenner van 1957 tot 1969. Zijn specialiteit was achtervolging op de baan. In deze discipline werd hij als amateur reeds wereldkampioen in 1954. Andere successen als amateur waren de Olympische titels in 1956 op de 1 km tijdrijden en ploegachtervolging.
Als professional werd hij wereldkampioen achtervolging in 1963, 1965 en 1966. De nationale titel achtervolging won hij in 12 achtereenvolgende jaren 1957 tot 1968.
Hij was tevens succesvol als zesdaagsewielrenner. Hij nam in totaal aan 64 zesdaagsen deel en heeft in totaal 9 overwinningen op zijn naam staan.
In 1970 overleed Leandro Faggin aan een langdurige, slopende ziekte op 37-jarige leeftijd.

## Resultaten in voornaamste wedstrijden op de weg
| Jaar | Milaan-San Remo |
| ---- | --------------- |
| 1957 | 17e             |

1896: Paul Masson ·
1928: Willy Falck Hansen ·
1932: Dunc Gray ·
1936: Arie van Vliet ·
1948: Jacques Dupont ·
1952: Russell Mockridge ·
1956: Leandro Faggin ·
1960: Sante Gaiardoni ·
1964: Patrick Sercu ·
1968: Pierre Trentin ·
1972: Niels Fredborg ·
1976: Klaus-Jürgen Grünke ·
1980: Lothar Thoms ·
1984: Fredy Schmidtke ·
1988: Aleksandr Kiritsjenko ·
1992: José Manuel Moreno Periñan ·
1996: Florian Rousseau ·
2000: Jason Queally ·
2004: Chris Hoy
1908: Jones, Kingsbury, Meredith, Payne ·
1920: Magnani, Carli, Ferrario, Giorgetti ·
1924: De Martini, Dinale, Menegazzi, Zucchetti ·
1928: Facciani, Gaioni, Lusiani, Tasselli ·
1932: Pedretti, Borsari, Cimatti, Ghilardi ·
1936: Nizerhy, Charpentier, Goujon, Lapébie ·
1948: Decanali, Adam, Blusson, Coste ·
1952: Morettini, Campana, de Rossi, Messina ·
1956: Gasparella, Domenicali, Faggin, Gandini ·
1960: Vigna, Arienti, Testa, Vallotto ·
1964: Streng, Claesges, Henrichs, Link ·
1968: Lyngemark, Olsen, Asmussen, Jensen ·
1972: Schumacher, Colombo, Haritz, Hempel ·
1976: Vonhof, Braun, Lutz, Schumacher ·
1980: Manakov, Movtsjan, Ossokin, Petrakov ·
1984: Grenda, Turtur, Nichols, Woods ·
1988: Jekimov, Kasputis, Neljoebin, Oemaras ·
1992: Fulst, Glöckner, Lehmann, Steinweg ·
1996: Capelle, Ermenault, Monin, Moreau ·
2000: Fulst, Bartko, Becke, Lehmann ·
2004: Brown, McGee, Lancaster, Roberts ·
2008: Clancy, Manning, Thomas, Wiggins · 
2012: Burke, Clancy, Kennaugh, Thomas · 
2016: Burke, Clancy, Doull, Wiggins · 
2020: Consonni, Ganna, Lamon, Milan · 
2024:  Bleddyn, Welsford, Leahy, O'Brien